# راشمی (بازیگر)
راشمی (معروف به دونیا راشمی) بازیگر سینمای هند در صنعت فیلم کنادا است.

## حرفه
راشمی به عنوان بازیگر در فیلم کنادا با نام دنیا (۲۰۰۷) محبوبیت کسب کرد، بطوریکه با نام راشمی دنیا از او نام برده می‌شد.

### فیلم‌نگاری‌های منتخب
- بازی مهم نیست (۲۰۱۹)
- کارانی (۲۰۱۸)
- وجود (۲۰۱۶)
- پرتی کیتابو (۲۰۱۶)
- پریمایا ناما (2013)[۵]
- آرزوها (۲۰۱۲)
- آقای. تئاترا (۲۰۱۰)
- آنو (۲۰۰۹)
- خواهر ماندن (۲۰۰۸)
- مانداکینی (۲۰۰۸)
- Thangiya Mane (۲۰۰۷)
- دنیا (۲۰۰۷)

## تلویزیون
او یک شرکت کننده در بیگ باس کنادا (فصل ۷) بود. این برنامه یک واقعیت شو کنادا بود که در مجموع بیست شرکت کننده داشت.